# Strombulidens
Strombulidens, monotipski rod pravih mahovina, dio je porodice Ditrichaceae. Jedina vrsta je S. longirostris iz Indonezije koju je prvi identificirao M. Fleisch., uključiuvši je u rod Cheilothela

## Sinonimi
- Cheilothela longirostris M. Fleisch.